# Kanton Labruguière
Kanton Labruguière is een voormalig kanton van het Franse departement Tarn. Kanton Labruguière maakte deel uit van het arrondissement Castres en telde 11.300 inwoners in 1999. Het werd opgeheven bij decreet van 17 februari 2014 met uitwerking op 22 maart 2015.

## Gemeenten
Het kanton Labruguière omvatte de volgende gemeenten:
- Escoussens
- Labruguière (hoofdplaats)
- Lagarrigue
- Noailhac
- Saint-Affrique-les-Montagnes
- Valdurenque
- Viviers-lès-Montagnes